# 夢の消える夜
「夢の消える夜」（(Last Night) I Didn't Get to Sleep at All）は、フィフス・ディメンションの1972年のシングル。作詞作曲はトニー・マコウレイ。

## 概要
1972年フィフス・ディメンションがレッキング・クルーをバックに録音した作品で、全米8位を記録、彼らの最後のプラチナ・ディスク。
作者のトニー・マコウレイは自身の体験からこの曲を書き、カーペンターズに録音を依頼したが、採用されずフィフス・ディメンションが録音した。カーペンターズが拒否した理由は詩の内容にあるとされている。
ビルボード・Hot 100で8位、イージー・リスニング・チャートで2位、R&Bチャートで28位を記録した。
フィフス・ディメンションは、1972年8月に発表したシングル「とどかぬ愛（If I Could Reach You）」が全米10位を記録したあと、徐々に一時の勢いを失っていく。

## カバー・バージョン
- ヴィッキー・カー - 1972年のアルバム『First time ever I saw your face』
- ジョニー・マティス- 1972年のアルバム『First time ever I saw your face』